# Líbano na Universíada de Verão de 2021
O Líbano participou da Universíada de Verão de 2021, que aconteceu em Chengdu, na China, entre 28 de julho e 8 de agosto de 2023.
A delegação teve sete atletas — um masculino e seis femininos — em três modalidades olímpicas.

## Competidores
Estas foram as modalidades e atletas que disputaram a edição:
| Esporte       | Masculino | Feminino | Total |
| ------------- | --------- | -------- | ----- |
| Atletismo     | 1         | 0        | 1     |
| Natação       | 0         | 4        | 4     |
| Tênis de mesa | 0         | 2        | 2     |
| Total         | 1         | 6        | 7     |

## Desempenho

### Atletismo
Masculino
Provas de pista
| Atleta      | Evento | Primeira fase | Primeira fase | Semifinal   | Semifinal   | Final       | Final       | Ref.  |
| Atleta      | Evento | Resultado     | Pos.          | Resultado   | Pos.        | Resultado   | Pos.        | Ref.  |
| ----------- | ------ | ------------- | ------------- | ----------- | ----------- | ----------- | ----------- | ----- |
| Tamer Saleh | 100m   | 10.88         | 43            | Não avançou | Não avançou | Não avançou | Não avançou | [ 3 ] |
| Tamer Saleh | 200m   | 21.78         | 34            | Não avançou | Não avançou | Não avançou | Não avançou | [ 4 ] |

### Natação
Feminino
| Atleta                                                            | Evento         | Eliminatória | Eliminatória | Semifinal   | Semifinal   | Final       | Final       | Ref. |
| Atleta                                                            | Evento         | Tempo        | Pos.         | Tempo       | Pos.        | Tempo       | Pos.        | Ref. |
| ----------------------------------------------------------------- | -------------- | ------------ | ------------ | ----------- | ----------- | ----------- | ----------- | ---- |
| Lara Chehayeb                                                     | 50m borboleta  | 32.62        | 41           | Não avançou | Não avançou | Não avançou | Não avançou |      |
| Lara Chehayeb                                                     | 100m borboleta | DNS          | DNS          | Não avançou | Não avançou | Não avançou | Não avançou |      |
| Lara Chehayeb                                                     | 200m medley    | 2:56.25      | 27           | Não avançou | Não avançou | Não avançou | Não avançou |      |
| Rea Maalouf                                                       | 50m livre      | 29.83        | 37           | Não avançou | Não avançou | Não avançou | Não avançou |      |
| Rea Maalouf                                                       | 50m costas     | 34.35        | 31           | Não avançou | Não avançou | Não avançou | Não avançou |      |
| Rea Maalouf                                                       | 50m peito      | 40.51        | 30           | Não avançou | Não avançou | Não avançou | Não avançou |      |
| Rea Maalouf                                                       | 100m peito     | 1:29.52      | 32           | Não avançou | Não avançou | Não avançou | Não avançou |      |
| Rebecca Najem Mezher                                              | 50m livre      | 27.63        | 30           | Não avançou | Não avançou | Não avançou | Não avançou |      |
| Rebecca Najem Mezher                                              | 100m livre     | 1:00.10      | 38           | Não avançou | Não avançou | Não avançou | Não avançou |      |
| Rebecca Najem Mezher                                              | 200m livre     | 2:14.77      | 28           | Não avançou | Não avançou | Não avançou | Não avançou |      |
| Rebecca Najem Mezher                                              | 50m borboleta  | 29.56        | 33           | Não avançou | Não avançou | Não avançou | Não avançou |      |
| Rebecca Najem Mezher                                              | 100m borboleta | 1:06.47      | 31           | Não avançou | Não avançou | Não avançou | Não avançou |      |
| Christelle Rouhana                                                | 100m livre     | 1:06.37      | 42           | Não avançou | Não avançou | Não avançou | Não avançou |      |
| Christelle Rouhana                                                | 200m livre     | 2:27.52      | 31           | Não avançou | Não avançou | Não avançou | Não avançou |      |
| Christelle Rouhana                                                | 200m medley    | 2:44.13      | 26           | Não avançou | Não avançou | Não avançou | Não avançou |      |
| Lara Chehayeb Rea Maalouf Rebecca Najem Mezher Christelle Rouhana | 4x100m livre   | 4:23.01      | 12           | —           | —           | Não avançou | Não avançou |      |

### Tênis de mesa
Feminino
| Atleta                          | Evento  | Fase de grupo                                          | Fase de grupo | Fase de 64             | Fase de 32                            | Oitavas                | Quartas                | Semifinais             | Final / MB             | Final / MB  | Pos.        | Ref. |
| Atleta                          | Evento  | Adversário e resultado                                 | Pos.          | Adversário e resultado | Adversário e resultado                | Adversário e resultado | Adversário e resultado | Adversário e resultado | Adversário e resultado |             | Pos.        | Ref. |
| ------------------------------- | ------- | ------------------------------------------------------ | ------------- | ---------------------- | ------------------------------------- | ---------------------- | ---------------------- | ---------------------- | ---------------------- | ----------- | ----------- | ---- |
| Laetitia Azar                   | Simples | SVK Horváthová D 0–3 AZE Mammadova V 3–0 MAC Tao V 3–2 | 3             | Não avançou            | Não avançou                           | Não avançou            | Não avançou            | Não avançou            | Não avançou            | Não avançou | Não avançou |      |
| Mireille Boyajian               | Simples | IRI Farei D 0–3 THA Khetkhuan D 0–3 KOR Ji D 0–3       | 4             | Não avançou            | Não avançou                           | Não avançou            | Não avançou            | Não avançou            | Não avançou            | Não avançou | Não avançou |      |
| Laetitia Azar Mireille Boyajian | Simples | —                                                      | —             | Bye                    | THA Aueawiriyayothin / Paranang D 0–3 | Não avançou            | Não avançou            | Não avançou            | Não avançou            | Não avançou | Não avançou |      |

Legenda
| Recorde mundial      | Recorde mundial (World record)               |                       | Recorde africano                      | Recorde africano (African) |                                           | Q | Classificado por posição (Qualified) |
| Recorde olímpico     | Recorde olímpico (Olympic record)            | Recorde da América    | Recorde da América (Americas)         | q                          | Classificado por melhor tempo (Qualified) |   |                                      |
| Melhor marca do ano  | Melhor marca do ano (World leading)          | Recorde asiático      | Recorde asiático (Asian)              | DNS                        | Não largou (Did not start)                |   |                                      |
| Recorde nacional     | Recorde nacional (National record)           | Recorde europeu       | Recorde europeu (European)            | DNF                        | Não terminou (Did not finish)             |   |                                      |
| Recorde pessoal      | Recorde pessoal do atleta (Personal best)    | Recorde da Oceania    | Recorde da Oceania (Oceania)          | DSQ / DQ                   | Desclassificado (Disqualified)            |   |                                      |
| Recorde da temporada | Recorde da temporada do atleta (Season best) | Recorde sul-americano | Recorde sul-americano (South America) | NM                         | Sem marca (No mark)                       |   |                                      |